# Yusneysi Santiusti
Yusneysi Santiusti (* 24. Dezember 1984 in Havanna) ist eine italienische Leichtathletin kubanischer Herkunft, die sich auf den 800-Meter-Lauf spezialisiert hat.

## Karriere
Yusneysi Santiusti zog 2008 ins italienische Padua. Ende 2010 ging sie nach Kenia, um unter Claudio Berardelli zu trainieren, der auch Talente wie Janeth Jepkosgei zu Erfolg verhalf.
Seit 2016 darf Santiusti international für Italien starten und qualifizierte sich gleich für die Leichtathletik-Europameisterschaften 2016 in Amsterdam. Dort gelangte sie bis ins Finale und belegte dort den fünften Platz. Dank ihrer guten Leistungen startete sie auch bei den Olympischen Spielen in Rio de Janeiro und erreichte dort das Halbfinale.

## Bestleistungen
- 800-Meter: 1:58,52 min, am 27. Mai 2012 in Hengelo
- 1500-Meter: 4:15,3 min, am 24. Februar 2005 in Havanna